# Cavit Orhan Tütengil
Cavit Orhan Tütengil (* 1921 im Dorf Sebil in Tarsus; † 7. Dezember 1979 in Istanbul) war ein türkischer Soziologe und Professor an der Universität Istanbul. Er wurde von vier Bewaffneten auf offener Straße ermordet. Für die Tat werden türkische Rechtsextremisten verantwortlich gemacht.

## Biografie
Tütengil kam 1921 als Sohn des  türkischen Zyprioten Ali Rauf Bey und Meryem Hanım aus Tarsus zur Welt. Er war der älteste von fünf Kindern. Er hatte drei Brüder und eine Schwester. Tütengil besuchte die Grundschule im Dorf Ulaş, die Mittelschule in Tarsus und absolvierte bis 1940 das Haydarpaşa-Gymnasium in Istanbul. 
Er besuchte zunächst die Lehrerausbildungsstätte İstanbul Yüksek Öğretmen Okulu und absolvierte dann 1944 ein Philosophie-Studium an der Fakultät für Literaturwissenschaften der Universität Istanbul und arbeitete von 1944 bis 1953  in Antalya und Diyarbakır als Lehrer. Auch an Dorfinstituten in Aksu und Kepirtepe war er als Lehrer tätig. 1952 heiratete er. Das Paar hatte eine Tochter und einen Sohn. Tütengil wurde vom Bildungsministerium zu Forschungszwecken für zwei Jahre nach Großbritannien entsandt.
1953 begann er seine Tätigkeit als Assistent  für Soziologie an der Fakultät für Wirtschaftswissenschaften der Universität Istanbul. Seine Dissertation schrieb er 1954 über „Montesquieus politische und ökonomische Gedanken“. 1960 wurde er Doçent und habilitierte sich 1970. In seinen Arbeiten zur Entwicklungssoziologie vertrat er einen kemalistischen Standpunkt.
Neben zahlreichen Artikeln, die in wissenschaftlichen Zeitschriften veröffentlicht wurden, kommentierte Tütengil jahrelang die türkische Tagespolitik für die politisch links-kemalistisch ausgerichtete Tageszeitung Cumhuriyet.
Am 7. Dezember 1979 wurde er auf dem Weg zur Universität von vier bewaffneten Angreifern erschossen. Die Täter hinterließen ein Bekennerschreiben, das eine unabhängige Türkei forderte und mit „Antiterroreinheit“ unterschrieben war. Die Täter wurden nicht gefasst. Tausende Menschen gaben ihm das letzte Geleit, das unter großen Sicherheitsvorkehrungen stattfand.

## Werke
- 1948: Köy Enstitüsü Üzerine Düşünceler (Gedanken über Dorfinstitute)
- 1949: Ziya Gökalp hakkında bir biblioğrafya denemesi (Versuch einer Bibliografie der Werke Ziya Gökalps)
- 1954: Prens Sebahattin (Prinz Sebahattin)
- 1954: Montesquieu'nün Siyasi ve İktisadi Fikirleri (Montesquieus politische und ökonomische Gedanken. Dissertation)
- 1956: Ziya Gökalp Üzerine Notlar (Notizen über Ziya Gökalp)
- 1961: İçtimai ve İktisadi Bakımdan Türkiye'nin Kara Yolları (Landwege der Türkei im Hinsicht der Gesellschaft und Wirtschaft)
- 1965: Dr.Rıza Nur Üzerine (Über Dr. Rıza Nur)
- 1966: Diyarbakır Basını ve Bölge Gazeteciliğimiz (Die Presse in Diyarbakir und unsere Lokalpresse)
- 1966: Azgelişmiş Ülkelerin Toplumsal Yapısı (Soziale Struktur der unterentwickelten Länder)
- 1967: Köy Sorunu ve Gençlik (Dorffrage und Jugend)
- 1968: Ağrı Dağındaki Horoz(Denemeler) (Der Hahn auf dem Ararat (Essays))
- 1969: İngiltere'de Türk Gazetecilği (Türkische Presse in England)
- 1969: Türkiye'de Köy Sorunu (Dorffrage in der Türkei)
- 1969: Sosyalbilimlerde Araştırma ve Metod (Forschung und Methode in den Sozialwissenschaften)
- 1970: Azgelişmenin Sosyolojisi (Die Soziologie der Unterentwicklung)
- 1975: 100 Soruda Kırsal Türkiye'nin Yapısı (In 100 Fragen: Ländliche Struktur der Türkei)
- 1975: Temeldeki Çatlak (Riss am Fundament)
- 1975: Atatürkü Anlamak ve Tamamlamak (Atatürk verstehen und ergänzen)
- 1977: Prens Lütfullah Dosyası(Mit Vedat Günyol) (Prinz Lütfullah Akten)